# Тумбі

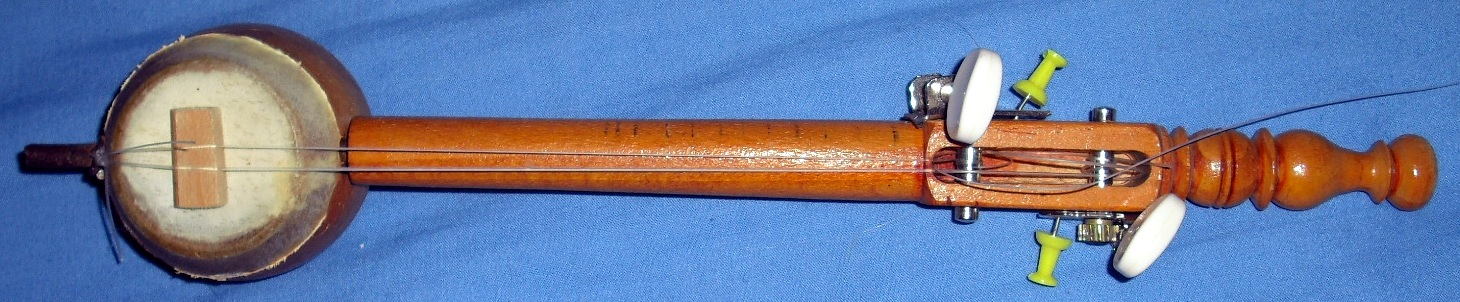
Тумбі

Тумбі (пенджаб. ਤੂੰਬੀ, вимова: tūmbī) — традиційний північноіндійський музичний інструмент з Пенджабу. Інструмент високої тональності, однострунний щипковий інструмент асоціюється з народною музикою Пенджабу і в даний час дуже популярний в Західній Бхангра музиці.
Тумбі популяризований в наш час у Пенджабі фолксингером Лал Чанд Ямла Джатт (1914—1991). У 1960-х, 1970-х і 1980-х років більшість співаків у Пенджабі використовували тумбі.

## Дизайн
Інструмент складається з дерев'яної палиці з встановленим резонатором на гарбузовій оболонці. Один металевий рядок передається в резонатор і прив'язаний до кінця палиці.